# Neomixis
Neomixis là một chi chim trong họ Cisticolidae, đặc hữu Madagascar.

## Các loài
Chi này chứa 3 loài:
- Neomixis striatigula
- Neomixis tenella
- Neomixis viridis

Loài thứ tư cũng đặc hữu Madagascar, trước đây xếp trong chi này với danh pháp Neomixis flavoviridis, hiện nay có danh pháp Hartertula flavoviridis và thuộc về họ Bernieridae.